# Auguste Viatte
Pour les articles homonymes, voir Viatte.
Auguste Viatte (Porrentruy, 27 juin 1901 - Paris, 21 novembre 1993) est un homme de lettres canadien, français et suisse.

## Biographie
Né à Porrentruy dans le canton du Jura en Suisse, il obtient son doctorat à l'âge de vingt ans à l'Université de Fribourg sur les liens entre le catholicisme et le romantisme.
Après avoir complété ses études par un Doctorat d'État à la Sorbonne en 1927 il commence à voyager et devient Français dans les années 1930. Il se marie à Marie-Louise Claro en 1932 ; il l'a connue aux Équipes sociales à Paris, et ils auront trois enfants, Jean-Claude, Bernadette et Germain.
Viatte a enseigné à New York, Hunter College, École Libre des Hautes Études, 1942-1944, à Bâle, à l'Université Laval de Québec, à Nancy, à l'Ecole Polytechnique Fédérale de Zurich puis à Paris.
En 1934, il est recommandé par l'Académicien français Georges Goyau pour la chaire littéraire de l'Université Laval, qu'il conserve jusqu'en 1949.
Pendant la Seconde Guerre mondiale, il fait partie des Français établis au Canada et aux États-Unis qui, soutenant le Général de Gaulle dans la France libre, s'opposent au maréchal Pétain.
Au Québec il publie dans L'Action catholique, L'Action nationale et La Nouvelle Relève. A.Viatte est un des signataires du Manifeste des intellectuels catholiques européens en Amérique - intitulé "Devant la crise mondiale"- qu'il a rédigé avec son collègue de l'Université Laval Charles De Koninck, le R.P. Joseph Delos et le philosophe Jacques Maritain.
Viatte développe une relation avec Haïti et la Louisiane, s'intéresse au créole et correspond avec le CODOFIL. Pendant les années 1950, 1960 et 1970 il est membre de France-Canada, puis participe à la création de France-Québec et de France-Haïti. en 1969, il est nommé Grand Officier et Commandeur de l'Ordre national " Honneur et Mérite" de la République d'Haïti.
En 1964, il nommé docteur honoris causa de l'Université Laval de Québec.
Viatte est également le créateur du prix France-Québec.
Il a jusqu'à sa mort des échanges fréquents avec la Délégation générale du Québec à Paris. Il est l'ami de l'écrivain Maurice Lebel dont il a été le collègue à l'Université Laval.
En 1971, comme président de l'association Culture française, il écrit à Georges Pompidou, Président de la République, pour exprimer ses craintes face à l'entrée de la Grande-Bretagne dans le Marché commun, y voyant un danger pour la langue française.
En 1972, il est nommé citoyen d'honneur de la ville de Lafayette en Louisiane.
En 1973, il devient Commandeur de l'Ordre national du Lion du Sénégal.
Viatte garde ses contacts avec l'Université populaire jurassienne et il aborde la question du séparatisme jurassien avec Roland Béguelin.
En 1981, il devient membre d'honneur de la Bourgeoisie de Porrentruy.
En 1983, il est médaillé de l'Ordre des francophones d'Amérique.
Il était par ailleurs membre correspondant de l'Institut de France
(Académie des sciences morales et politiques) et membre de l'Académie des sciences d'Outre-mer.
En 1987, il est nommé Officier de la Légion d'honneur.
Il meurt à Paris en 1993 et est inhumé au cimetière du Père-Lachaise (40e division). Un Fonds Auguste-Viatte est conservé aux Archives du Canton du Jura et à la Bibliothèque cantonale, à Porrentruy en Suisse.

## Ouvrages publiés
- Les Sources occultes du romantisme, Honoré Champion, Paris, 1927, 1965, 1969, 1979

- Prix Paul-Flat de l’Académie française en 1929
- Victor Hugo et les illuminés de son temps, Ed. de l'Arbre, Montréal, 1942, Ed. Slatkine, Genève, 1973

- Prix Bordin de l’Académie française en 1946
- D'un monde à l'autre. Journal d'un intellectuel jurassien au Canada. 1939 - 1949, 2 vol., édité et présenté par Claude Hauser, professeur d'histoire à l'Université de Fribourg, PUL, Québec, et L'Harmattan, Paris, 2002
- Anthologie littéraire de l'Amérique francophone, Ed. CELEF, Univ. de Sherbrooke, 1971
- Dictionnaire général de la Francophonie, avec J.J. Luthi et Gaston Zananiri, Letouzet et Ané, Paris, 1986
- Histoire littéraire de l'Amérique française, des origines à 1950, PUL, Québec, PUF, Paris, 1954
- Histoire comparée des littératures francophones, Nathan, Paris, 1980
- La Francophonie, Larousse, Paris, 1968
- Articles consacrés aux littératures francophones dans le Grand Larousse encyclopédique, le Dictionnaire des Littératures, Ed. Larousse, Histoire des Littératures, Ed. Larousse, Encyclopédie de la Pléiade, Ed. Gallimard, Histoire Générale des Littératures, Ed. Quillet, Paris

## Honneurs
- Citoyen d'honneur de la ville de Lafayette (Louisiane) aux États-Unis
- Docteur honoris causa de l'Université Laval
- Médaille de l'Ordre des francophones d'Amérique
- Médaille commémorative des Services volontaires de la France libre
- Membre du Conseil de la langue française du Québec
- Membre correspondant de l'Institut de France
- Officier de la Légion d'honneur
- Ordre national de Haïti
- Ordre national du Sénégal

## Hommages
- Une plaque "Ici vécut" de la ville de Québec est présente au 1601, côte de Sillery, en son honneur, pour indiquer son ancien lieu de résidence.